# 中村正直

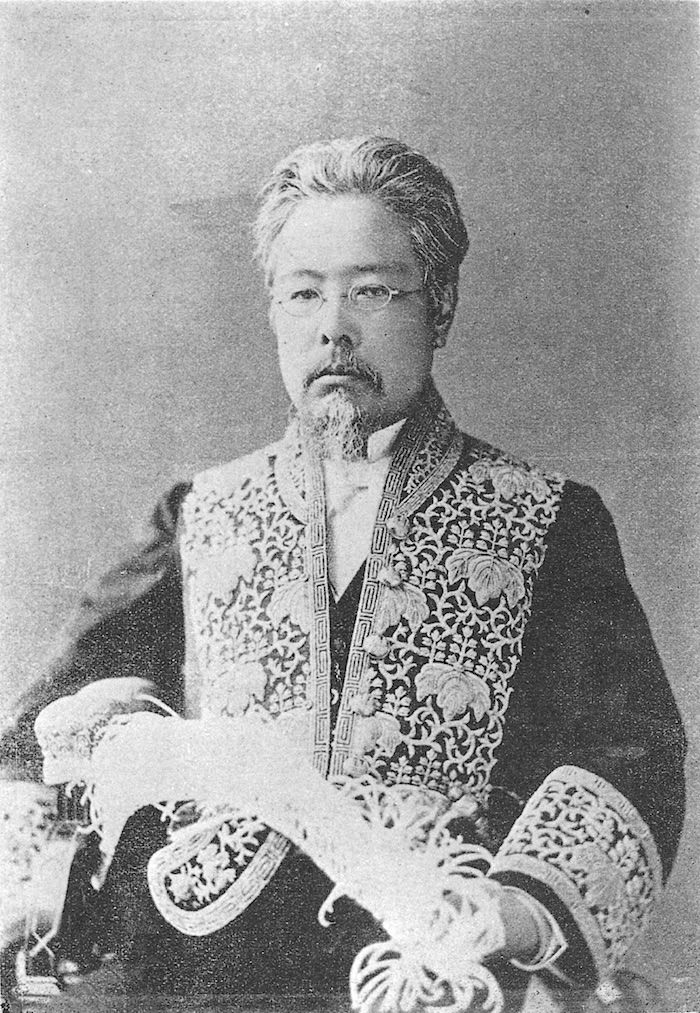
中村正直

中村正直 (1832年—1891年) 是日本启蒙思想家。生于江户。别名敬宇。自幼学习汉学，兰学，英文，精通儒家经典。

## 外部連結
- . kotobank （日语）.